# Limba suedeză
Limba suedeză (svenska språketⓘ) este o limbă din familia limbilor germanice de nord sau scandinave, vorbită în majoritate de către aproximativ 9 milioane de oameni în Suedia și alte zone din Finlanda, unde are același statut legal cu limba finlandeză. Suedeza este inteligibilă mutual cu norvegiana și cu daneza. Împreună cu celelalte limbi germanice de nord, suedeza are la origine nordica veche, limba comună a popoarelor germanice care au trăit în Scandinavia în timpul perioadei vikinge. Este în prezent limba scandinavă cu cel mai mare număr de vorbitori. 
Suedeza standard, vorbită de marea majoritatea a suedezilor, este limba națională care a evoluat din dialectele centrale suedeze prezente în secolul al XIX-lea, aceasta fiind, la începutul secolului al XX-lea, deja stabilă. Deși în prezent mai există diverse varietăți regionale care își au originea în alte dialecte rurale mai vechi, limba vorbită și cea scrisă sunt standardizate și uniformizate.
Ordinea cuvintelor în propoziție se face, ca și în majoritatea limbilor germanice, după principiul verbului pe locul al doilea, ceea ce presupune faptul că verbul finit apare pe poziția secundară în propozițiile enunțiative principale. Morfologia limbii suedeze este asemănătoare cu cea a limbii engleze, în sensul că în limbă cuvintele au relativ puține flexiuni. Există două genuri, dar niciun caz gramatical, și se face distincție între plural și singular. Analize mai vechi indică prezența cazurilor nominativ și genitiv și de asemenea există câteva urme ale cazurilor acuzativ și dativ. Adjectivele sunt comparate ca în engleză și sunt declinate în conformitate cu gen, număr și definitudine. Definitudinea substantivelor este marcată în primul rând prin sufixe, și de asemenea prin articole hotărâte sau nehotărâte. Din punctul de vedere al prozodiei, suedeza prezintă atât accent prozodic cât și aspecte tonale. Suedeza este foarte bogată în vocale și este de asemenea notabilă pentru existența consoanei fricative velare dorsopalatale surde, ce reprezintă un fonem forte variabil.

## Clasificare
Suedeza este o limbă indo-europeană și face parte din familia limbilor germanice de nord, cunoscute și sub denumirea de limbi scandinave. Din punct de vedere lingvistic, ea aparține ramurii estice a limbilor scandinave, împreună cu limba daneză, acestea fiind separate de limbile scandinave de vest, anume norvegiana, islandeza și feroeza. În ciuda acestor fapte, analize mai recente asupra limbilor în discuție separă limbile germanice de nord în limbi scandinave insulare (feroeza și islandeza) și scandinave continentale (suedeză, daneză și norvegiană). Aceste rezultate sunt bazate pe inteligibilitatea mutuală a limbilor continentale, care se datorează influenței est-scandinave (în special daneze) din timpul mileniului trecut asupra limbii norvegiene, dar și depărtării acestei limbi de feroeză și islandeză. 
Pe baza criteriului general al inteligibilității mutuale, limbile scandinave continentale ar putea fi considerate dialecte ale unei limbi scandinave comune. Totuși, din cauza mai multor secole de neînțelegeri între Danemarca și Suedia, printre care se numără și o serie de războaie din secolele XVI - XVIII și ideile naționaliste care au apărut la sfârșitul secolului al XIX-lea și începutul secolului al XX-lea, aceste limbi au ortografii separate, gramatici diferite și organe de reglementare proprii. Astfel, vorbind într-o perspectivă lingvistică cât se poate de corectă, daneza, suedeza și norvegiana pot fi considerate ca făcând parte dintr-un continuum dialectal al limbilor nord-germanice. De asemenea, unele dialecte, cum ar fi cele vorbite la frontiera dintre Norvegia și Suedia, în special în zonele din Bohuslän, Dalsland, vestul Värmland, vestul Dalarna, Härjedalen, Jämtland și Scania, pot fi considerate dialecte ale limbilor naționale standard.

## Istoric

### Apariția limbii proto-nordice
Expansiunea romană nu a atins teritoriul suedez, ceea ce a permis limbii existente din zona respectivă să obțină o formă diferită față de restul popoarelor europene. Romanii au descris locuitorii din această zonă in lucrarea „Tacit”, din anul 98 d.Hr., ca fiind "svioni", ce fac parte din "tribul svear". A urmat dupa epoca marilor migrații, unde atât partea Suediei, cat și celelalte teritorii din zona scandinavă, au intrat în contact cu mai multe popoare germanice. Epoca marilor migrații și invazia hunilor, au forțat popoarele din zona Suediei la un sistem mai intens de fortificații și la o izolare in munți. 
A urmat dupa Epoca Vendel din anul 500 d.Hr. Această perioadă istorică a reprezentat pentru teritoriul suedez epoca vikingilor. În această perioadă, caii din zona scandinavă erau extrem de buni și începuse să apară înmormantarea prin bărcile-morminte.
Începuse să se formeze o limbă care era destul de răspandită in zona Suediei. Aceasta se numea limba proto-nordică și era scrisă folosind alfabetul Futhark, ce era reprezentat doar prin 16 litere.
Aceasta limbă s-a format din interacțiunea poporului ce exista în zona suedeză cu popoarele migratoare germanice. Limba proto-nordică nu a oferit o diferențiere substanțială față de limba proto-germană. Sistemul de vocale diferea cel mai mult ( spre deosebire de consoane ) de proto-germană. Scurtarea vocalelor de la finalizarea cuvântului a eliminat folosirea de vocalele foarte lungi folosite în limba proto-germană.

### Nordica veche
Dialectul vestic al nordicii vechi
     Dialectul estic al nordicii vechi
     Gutnica veche
     Engleza veche
     Gotică crimeeană
     Alte limbi germanice cu care nordica veche a păstrat câteva aspecte de inteligibilitate mutuală

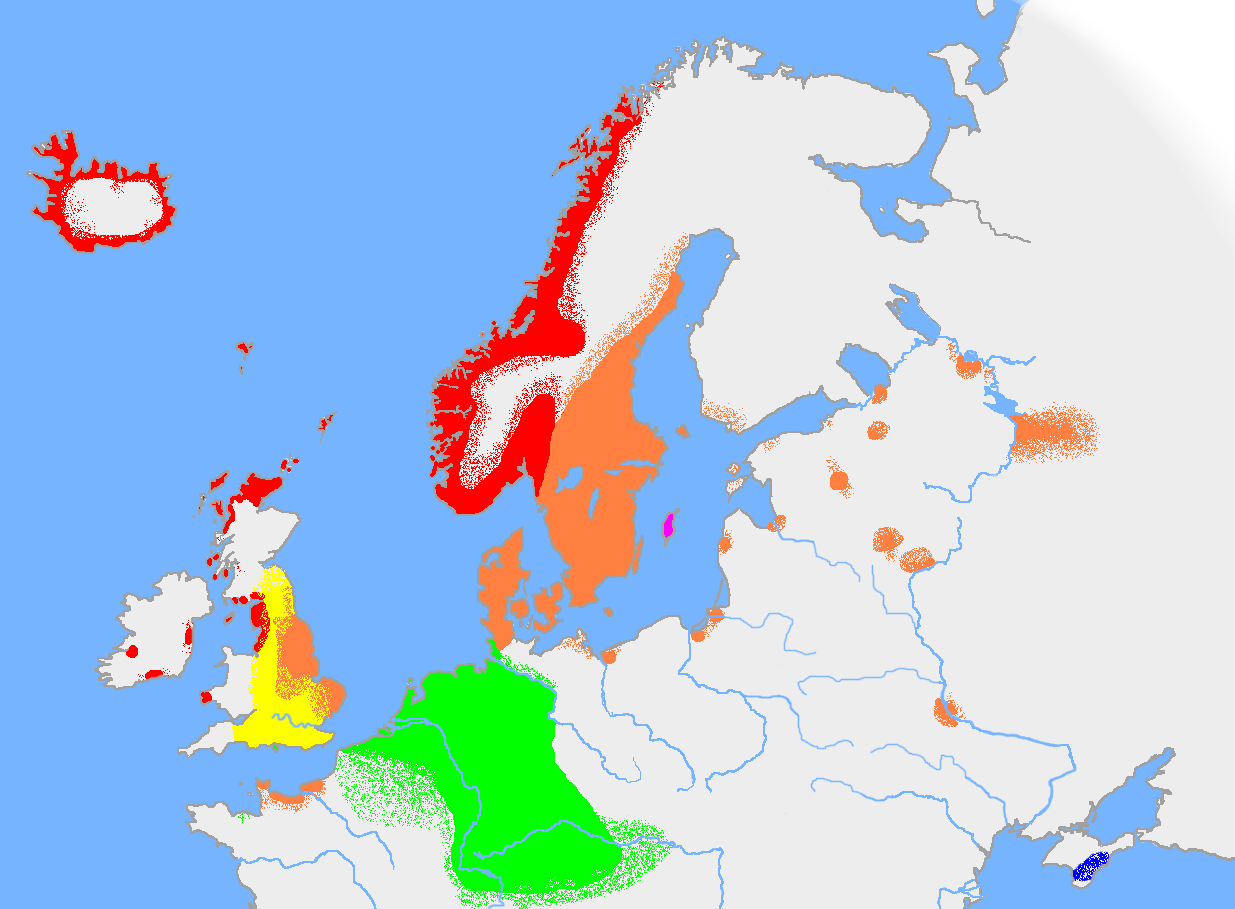
Răspândirea aproximativă a limbii nordice veche și a dialectelor înrudite, la începutul secolului al X-lea:
Dialectul vestic al nordicii vechi
Dialectul estic al nordicii vechi
Gutnica veche
Engleza veche
Gotică crimeeană
Alte limbi germanice cu care nordica veche a păstrat câteva aspecte de inteligibilitate mutuală

În secolul al VIII-lea, limba germanică uzuală a Scandinaviei, proto-nordica, a suferit unele schimbări, transformându-se în nordica veche. Această limbă a trecut și ea prin diverse schimbări, care însă nu s-au distribuit uniform în toată Scandinavia, astfel apărând două dialecte apropiate, nordica veche vestică (Norvegia și Islanda) și nordica veche estică (Danemarca și Suedia). Dialectele estice ale nordicii vechi care erau folosite în Suedia sunt cunoscute ca suedeza runică, în timp ce, în mod similar, dialectele din Danemarca sunt cunoscute ca daneza runică. Dialectele conțin numele „runic” deoarece majoritatea unui text era scris cu ajutorul alfabetului runic. Spre deosebire de proto-nordică, limbă care a fost scrisă cu alfabetul futhark antic (cea mai veche formă a scrierii runice), nordica veche era scrisă cu varianta așa-zis „tânără” a alfabetului futhark, care avea doar 16 litere. Deoarece numărul runelor era limitat, unele rune erau folosite pentru un număr mare de foneme, cum de exemplu este runa folosită pentru vocala u, care a fost utilizată și pentru reprezentarea vocalelor o, ø și y, sau runa pentru vocala i, folosită și pentru e.

Nordica veche era scrisă cu varianta „tânără” a alfabetului futhark

Începând cu anii 1200, dialectele daneze au început să se îndepărteze treptat de cele suedeze. Inovațiile s-au răspândit neuniform din Danemarca, ceea ce a creat o serie de limite dialectale, sau izoglose, variind din Zeelanda din sud până în Norrland, Österbotten și zona nord-estică a Finlandei în nord.
O schimbare timpurie care a dus la separarea danezei runice de celelalte dialectele ale nordicii vechi estice a fost transformarea diftongului æi în monoftongul é, cum de exemplu stæinn a devenit sténn „piatră”. Acest fapt se observă și pe inscripțiile runice, unde forma veche stain a fost înlocuită de stin. De asemenea a survenit o schimbare a diftongului au, ca de exemplu din cuvântul dauðr, devenind ø, ca în døðr „mort”. Această schimbare a fost marcată pe rune prin schimbarea de la tauþr la tuþr. Mai mult, diftongul øy a devenit o vocală lungă închisă, ø, după cum se reflectă în cuvântul din nordica veche pentru „insulă”. Spre sfârșitul perioadei, aceste inovații deja afectaseră și majoritatea zonelor vorbitoare de suedeză runică, exceptând unele dialecte vorbite în nordul și estul Mälardalen unde diftongii încă s-au păstrat în părțile izolate. 

### Suedeza veche

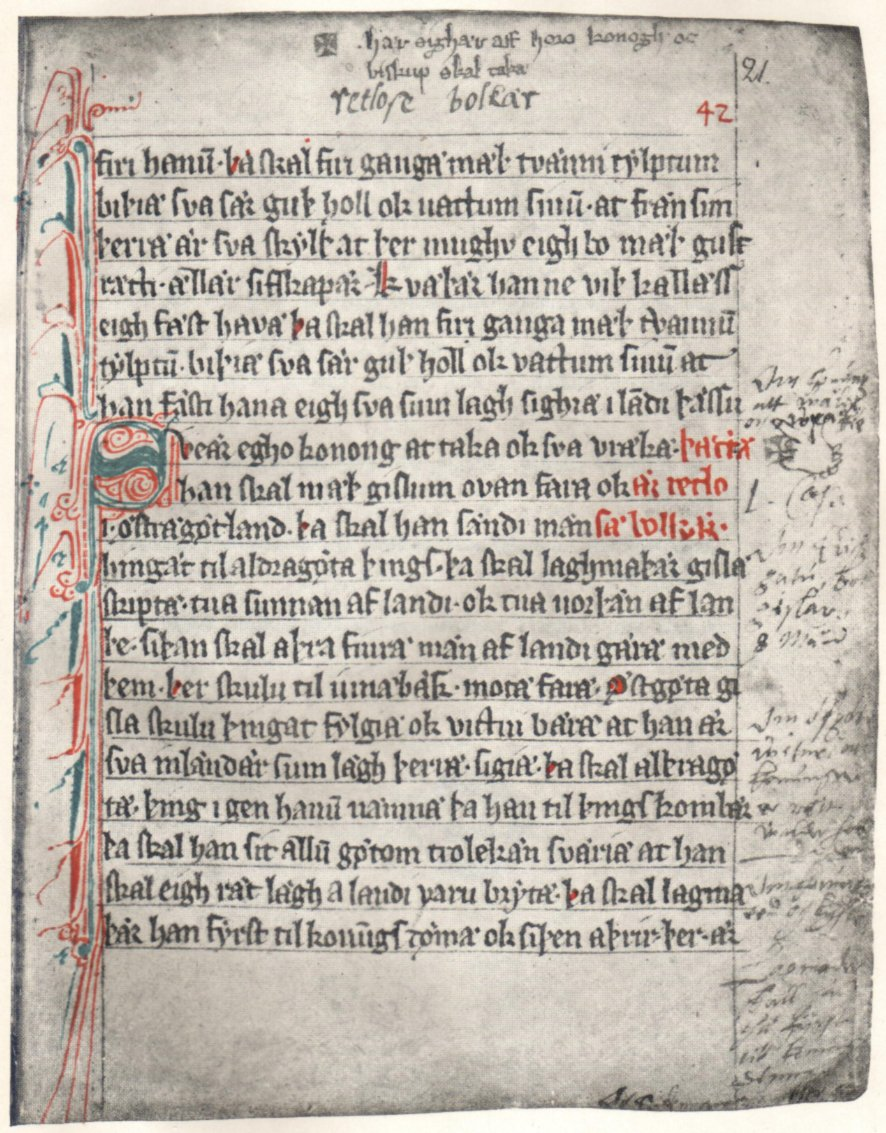
Prima pagină a primei copii complete a lucrării Västgötalagen, codul legislativ al regiunii Västergötland, din cca. 1280. Este unul dintre primele texte în limba suedeză scrise cu alfabetul latin.

Denumirea de suedeză veche (fornsvenska) este dată suedezei vorbite în perioada medievală. De obicei începutul perioadei acestei limbi este considerat a fi în jurul anului 1225, deoarece se crede că atunci a fost alcătuită pentru prima dată lucrarea Västgötalagen („Legea Västgöta”).  Este unul dintre cele mai importante documente ale acelei perioade redactate cu alfabetul latin și cel mai vechi cod legislativ suedez. Suedeza veche este divizată în äldre fornsvenska (1225–1375) și yngre fornsvenska (1375–1526), adică suedeza veche „bătrână” și „tânără”  În timpul acestei perioade, alte influențe externe au venit odată cu stabilirea Bisericii Creștine și a diverselor ordine monastice, introducându-se multe cuvinte din limbile greacă și latină. Odată cu creșterea puterii Ligii Hanseatice, la sfârșitul secolului al XIII-lea și începutul secolului al XIV-lea, germana joasă medie a devenit foarte influentă. Liga Hanseatică a oferit pe calea comerțului și administrației suedeze un număr mare de imigranți vorbitori de germană joasă. Mulți dintre aceștia au devenit membri destul de influenți ai societății medievale suedeze, aducând termeni din limba lor nativă în lexicul suedezei. În afară de numărul mare de neologisme din domeniul militar, comercial și administrativ, au fost importate sufixe gramaticale sau chiar și conjugări. 
La începutul său, suedeza veche era cu mult diferită față de forma sa modernă în sensul că avea un sistem mult mai complex de cazuri gramaticale și deja moștenise sistemul tipic germanic al genurilor. Substantivele, adjectivele, pronumele și anumite numerale erau declinate în patru cazuri. În afară de cazul nominativ, care a rămas, au existat cazurile genitiv (mai târziu posesiv), dativ și acuzativ. Sistemul de genuri era asemănător cu cel al limbii germane moderne, având genurile masculin, feminin și neutru. Genurile masculin și feminin s-au unit ulterior pentru a forma un gen comun împreună cu sufixul -en și cu articolul hotărât den, în contrast cu genul neutru, cu formele -et și det. Verbul era de asemenea și mai complicat: includea modurile conjunctiv și imperativ, conjugarea lor făcându-se în funcție de persoană și număr. Prin secolul al XVI-lea, cazurile și sistemul de genuri din cadrul vorbirii colocviale și a literaturii profane a fost redus la doar două cazuri, reprezentând trecerea spre suedeza modernă. 
O schimbare tranzițională a alfabetului latin tipică pentru țările nordice a fost scrierea combinației de litere „ae” ca æ – sau câteodată ca a' – deși metodele variau cu regiunea. Combinația „ao” a fost în mod similar notată ao, iar "oe" a devenit oe. Mai târziu, aceste trei notații au devenit literele separate ä, å și ö. Prima dată când noile litere au văzut tiparul a fost în Aff dyäffwlsens frästilse („Prin Tentația Diavolului”), lucrare publicată de Johan Gerson în 1495.

### Suedeza modernă

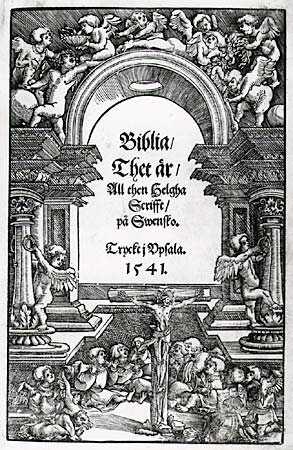
Prima pagină a Bibliei lui Gustav Vasa din anul 1541, folosind scrierea Fraktur. Titlul s-ar traduce aproximativ astfel: „Biblia/ Aceasta este/ Sfânta Scriptură/ în suedeză. Printată în Uppsala. 1541”.

Suedeza modernă (nysvenska) apare odată cu inventarea presei de tipar și cu Reforma Protestantă.  După însușirea puterii, noul monarh Gustav Vasa a ordonat traducerea în limba suedeză a Bibliei. Noul Testament a fost publicat în 1526, iar apoi a urmat o traducere completă în anul 1541, lucrare cunoscută de obicei sub numele de Biblia lui Gustav Vasa, o traducere considerată atât de influentă și de succes încât, împreună cu revizuirile din edițiile succesive, a rămas cea mai uzuală traducere a Bibliei până în 1917. Principalii traducători au fost Laurentius Andreæ și frații Laurentius și Olaus Petri. 
Biblia lui Vasa este adesea considerată ca fiind un compromis rezonabil între nou și vechi; deși nu s-a conformat limbajului colocvial din vremea sa, lucrarea nu este exagerat de conservativă în folosirea unor forme arhaice.  Ea a reprezentat un pas major spre o ortografie mai consistentă pentru limba suedeză. Aceasta a stabilit folosirea vocalelor „å”, „ä”, și „ö”, și scrierea grupului „ck” în locul „kk”, diferențiindu-se, poate intenționat, de Biblia daneză, având în vedere rivalitatea dintre cele două state din aceea vreme. Tustrei traducătorii proveneau din Suedia centrală, ceea ce a presupus adăugarea unor aspecte specifice suedezei centrale în noua Biblie.
Câteva schimbări importante a sunetelor în timpul perioadei suedezei moderne au fost reprezentate de asimilarea graduală a câtorva grupuri diferite de consoane în fricativa [ʃ] iar apoi în [ɧ]. De asemenea, s-a produs și transformarea consoanelor velare [ɡ] și [k] în consoana palatală [j] și [ɕ] înainte de vocală anterioară. Fricativa velară sonoră [ɣ] a fost transformată în oclusiva velară sonoră [ɡ].

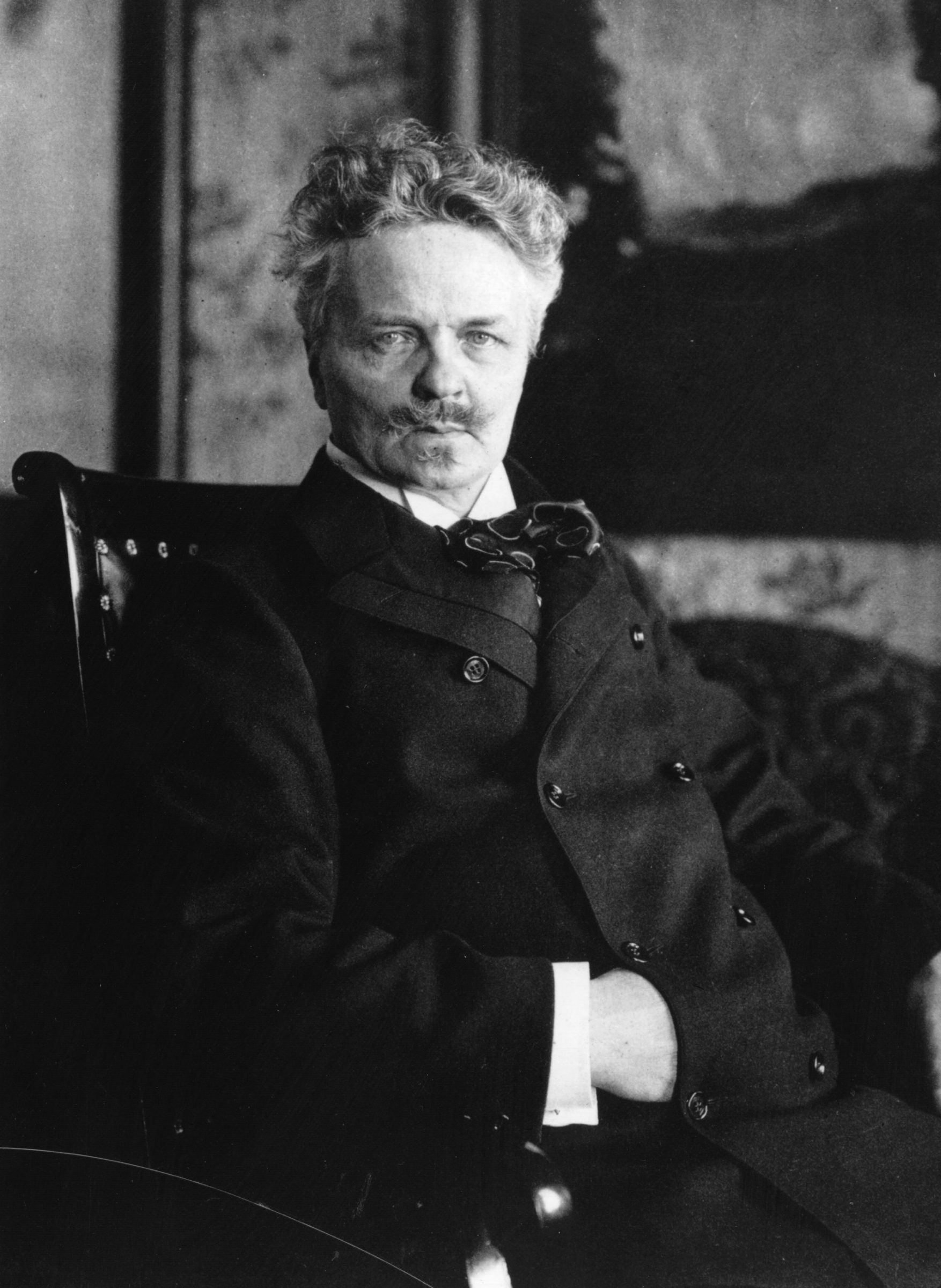
August Strindberg, unul dintre cei mai influenți scriitori din literatura suedeză modernă.

### Foste minorități lingvistice

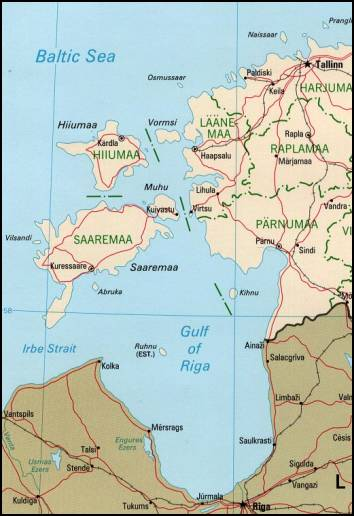
Hartă a Insulelor Estone care erau în trecut locul de trai al „suedezilor de coastă”.

Între secolele XIII și XX, existau unele comunități vorbitoare de suedeză în Estonia, în special în insule (de exemplu pe insulele Hiiumaa, Vormsi, Ruhnu, cunoscute în suedeză ca Dagö, Ormsö și respectiv Runö) de-a lungul coastei Mării Baltice, comunități care în prezent au dispărut. Minoritatea vorbitoare de suedeză era reprezentată în parlament, și era permisă folosirea limbii lor native în dezbaterile parlamentare. După învingerea Estoniei de către Imperiul Rus la începutul secolul al XVIII-lea, aproximativ o mie de vorbitori de suedeză din Estonia au fost obligați să migreze spre sudul Ucrainei, unde au fondat satul Gammalsvenskby („Satul vechi suedez”).  Câteva persoane în vârstă încă mai vorbesc suedeza și respectă sărbătorile din calendarul suedez, dar dialectul este amenințat cu dispariția. 
În perioada 1918–1940, când Estonia a fost un stat independent, mica comunitatea suedeză a fost bine tratată. Municipalitățile cu o majoritatea suedeză, în mare parte întâlnite de-a lungul coastei, foloseau limba suedeză ca limbă administrativă, iar colaborarea culturală suedeză-estonă era în ascensiune. Totuși, majoritatea vorbitorilor de suedeză s-au întors în Suedia înainte de sfârșitul celui de-al Doilea Război Mondial, adică înainte de invazia Estoniei de către armata sovietică din anul 1944. Doar câteva persoane în vârstă vorbitoare de suedeză rămân în aceste regiuni.

## Răspândire geografică
Suedeza este limba oficială și națională a Suediei. În anul 2006, era limba principală sau nativă a aproximativ 7,5 sau 8 milioane de locuitori ai Suediei. În anul 2007, un procent de 5,5% din populația totală a Finlandei (circa 290.000 de persoane) reprezentau vorbitori nativi de suedeză,  cu toate că procentul a scăzut semnificativ din momentul în care Finlanda a devenit parte din Rusia ca urmare a Războiului Finlandez dintre anii 1808–1809.  Minoritatea suedeză din Finlanda se concentrează în zonele de coastă și în arhipelagurile din sudul și vestul țării. În unele dintre zonele în discuție, suedeza este limba predominantă. În 19 municipii, dintre care 16 sunt localizate în insula Åland, suedeza este singura limbă oficială. 
Conform unei estimări, în anul 2010 erau mai mult de 300.000 de vorbitori de limbă suedeză în afara statelor Suedia și Finlanda. Cele mai numeroase grupuri de vorbitori se aflau în Statele Unite (aproximativ 100.000), Marea Britanie, Spania și Germania (aproximativ 30.000 în fiecare stat) și de asemenea restul de 100.000 în țările scandinave, Franța, Elveția, Belgia, Țările de Jos, Canada și Australia.  O majoritate considerabilă de cetățeni suedezi născuți în afara Suediei (circa 1,5 milioane) vorbesc limba suedeză și, conform Proiectului ELDIA, la un moment dat erau aproximativ 2.390.000 de vorbitori de suedeză ca limba a doua în Finlanda.  Conform unui sondaj realizat de către Comisia Europeană, 44% dintre finlandezii care nu aveau suedeza ca limbă nativă considerau că sunt în stare să susțină o conversație în suedeză, având astfel un total de aproximativ 5 milioane de vorbitori de limba a doua.  Numărul total de vorbitori nativi ar putea ajunge la 9 milioane, iar cei de limba a doua pot ajunge la 4-5 milioane, atât în Suedia cât și în Finlanda. Datorită asemănării și apropierii din punct de vedere lingvistic de celelalte limbi scandinave, o mare majoritate dintre vorbitorii de daneză și în special norvegiană sunt fluenți în suedeză , astfel că cifra totală a vorbitorilor de suedeză ajunge undeva la 15 milioane.
Are loc o migrație considerabilă între țările nordice, dar având în vedere similaritatea dintre culturile și limbile acestor state (excepție făcând finlandeza, aceasta fiind o limbă fino-ugrică), emigranții sunt de cele mai multe ori asimilați rapid și nu se diferențiază ca un grup separat. Conform Recensământului din Statele Unite din anul 2000, aproximativ 67.000 de copii cu vârsta de peste cinci ani au fost declarați ca fiind vorbitori de suedeză, în ciuda lipsei datelor referitoare la nivelul de cunoștință a limbii.  În mod similar, erau 16.915 de vorbitori de suedeză declarați în Canada în cadrul recensământului din 2001.  Deși nu există date foarte clare, se estimează că aproximativ 40.000 de suedezi locuiesc în zona capitalei Regatului Unit, Londra.  În afara granițelor Suediei și Finlandei, sunt aproximativ 40.000 de persoane care iau cursuri de limbă suedeză.  Deși nu este o cifră reprezentativă, aproximativ 900.000 de persoane au început cursul de suedeză pentru vorbitori de limbă engleză oferit de Duolingo. 

### Statut oficial

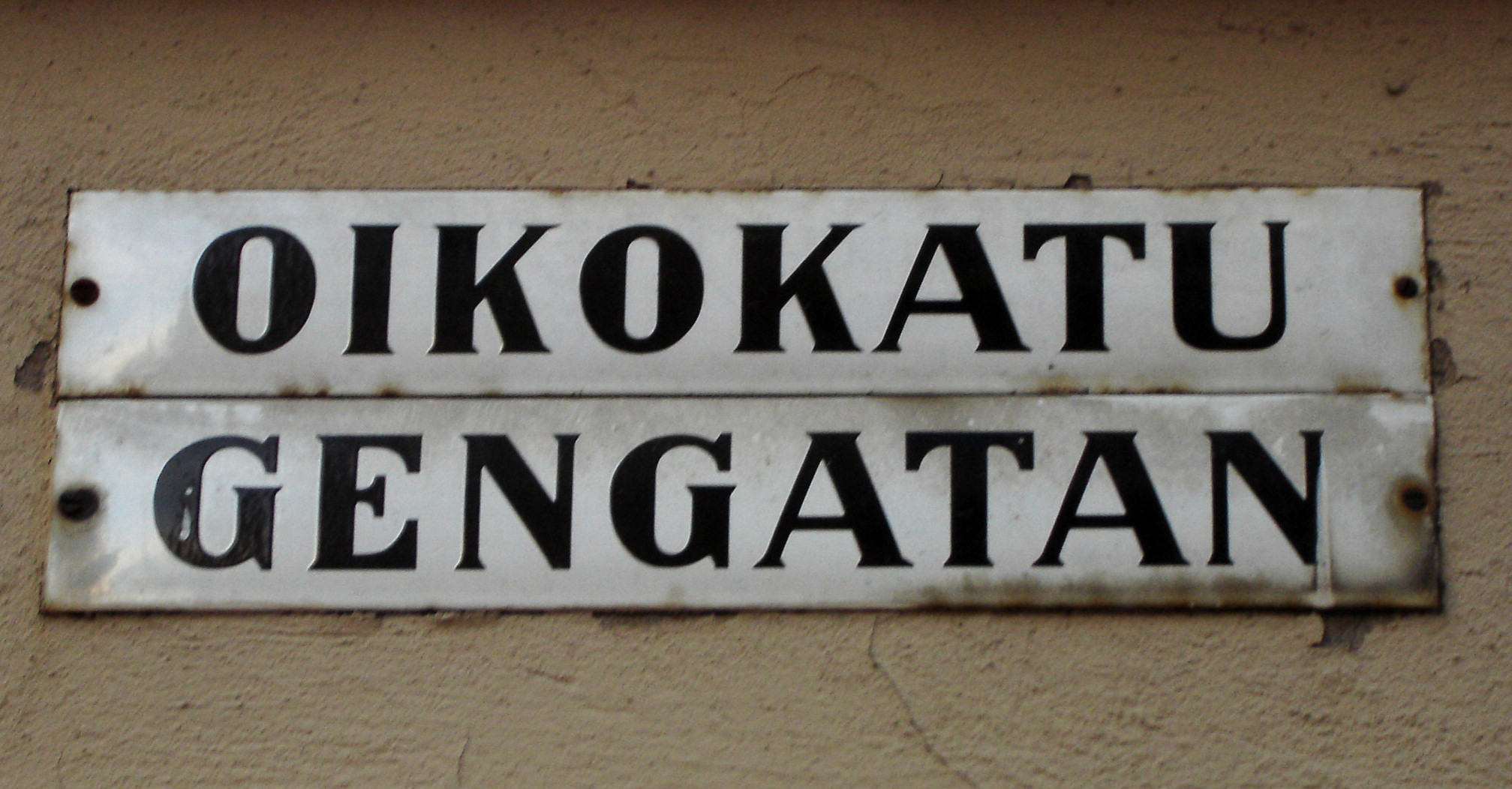
Un semn bilingv întâlnit în Finlanda: în finlandeză (sus) și în suedeză (jos)

În mod oficial, suedeza este limba principală a Suediei.  Deși a fost pentru mult timp utilizată în guvernele locale și de guvernul Suediei, a fost prezentă în majoritatea sistemului educațional suedez, ea a rămas în mare parte o limbă primară de facto, fără niciun statut oficial. O propunere pentru o lege mai largă, care ar fi desemnat suedeza ca limba principală a țării și ar fi susținut statutul limbilor minoritare, a fost înaintat de un comitet expert către Ministerul Culturii din Suedia în martie 2008. Ulterior, legea a fost adoptată de Riksdag și a intrat în uz la 1 iulie 2009. 
Suedeza este unica limbă oficială a insulelor Åland (o provincie autonomă sub suveranitatea Finlandei), unde marea majoritate a celor 26.000 de locuitori vorbesc suedeza ca prima limbă. În Finlanda, suedeza este, într-un fel, una dintre cele două limbi „naționale”, având același statul oficial ca și limba finlandeză (vorbită majoritar) și fiind limba primară a unor municipii finlandeze.
Suedeza este una dintre limbile oficiale ale Uniunii Europene și una dintre limbile de lucru ale Consiliului Nordic. Datorită Convenției Limbii Nordice, locuitorii țărilor nordice care vorbesc suedeza au dreptul de a folosit limba lor nativă pentru a interacționa cu oricare organ oficial din țările nordice, fără a fi supus unui cost de interpretare sau de traducere. 

### Organe de reglementare
Consiliul Limbii Suedeze (Språkrådet) este organul de reglementare oficial al limbii suedeze în Suedia, dar aceasta nu are control absolut asupra limbii, cum are de exemplu Académie française asupra francezei. Consiliul este un departament al Institutului de Limbi și Folclor (Institutet för språk och folkminnen).  Totuși, multe organizații și agenții au nevoie să consulte publicația consiliului, numită Svenska skrivregler, în diverse contexte oficiale, altfel fiind considerat un standard ortografic de fapto. Printre organizațiile care alcătuiesc Consiliul Limbii Suedeze, Academia Suedeză, stabilită în 1786, este fără îndoială cea mai influentă. Principalele lucrări ale academiei sunt glosarul Svenska Akademiens ordlista (SAOL, în prezent a ajuns la cea de-a 13-a ediție) și dicționarul Svenska Akademiens Ordbok, pe lângă numeroasele cărți referitoare la gramatică, scriere și manuale de stil. 
Departamentul de suedeză al Institutului de Cercetare a Limbilor din Finlanda are statut de organ de reglementare asupra suedezei vorbite în Finlanda. Printre principalele priorități ale institutului se numără menținerea inteligibilității dinte suedeza din Suedia și cea din Finlanda, publicând lucrări ca Finlandssvensk ordbok. 

## Dialecte
Conform unei diviziuni tradiționale a dialectelor limbii suedeze, există șase grupe principale de dialecte: 
- Dialectele de Norrland
- Dialectele de Finlanda
- Dialectele de Svealand
- Dialectele de Gotland (gutnica modernă)
- Dialectele de Götaland
- Dialectele sudice

Definiția lingvistică a unui dialect suedez ar fi cea a variantelor locale care nu au fost influențate puternic de limba standard și a cărui dezvoltare poate fi urmărită plecând încă de la nordica veche. Multe dintre dialectele rurale vorbite în orașele mici ca Orsa din zona Dalarna sau Närpes din Österbotten, prezintă aspecte fonetice și gramaticale foarte distincte, cum ar fi forma de plural a verbelor sau flexiunile arhaice ale cazurilor. Aceste dialecte sunt cel mai adesea foarte greu de înțeles pentru suedezii din alte regiuni, dar majoritatea vorbitorilor sunt și fluenți în suedeză standard. Unele dialecte sunt atât de localizate geografic încât sunt limitate unor anumite parohii; acestea sunt denumite de lingviștii suedezi sockenmål (literal „limbă de parohie”). Dialectele sunt separate de obicei în șase grupuri mari, care împart aspecte comune de prozodie, gramatică și vocabular. Sunt reprezentate mai jos unul sau mai multe exemple pentru fiecare grup dialectal. Deși fiecare exemplu este reprezentativ pentru eventualele dialectele înrudite, numărul real al dialectelor este de ordinul sutelor, dacă fiecare comunitate individuală este considerată separat. 
Acest tip de clasificare, totuși, este bazată pe o viziune într-un fel naționalistă a etnicității și a limbii. Ideea că doar variantele rurale ale suedezei ar trebui să fie considerate „autentice” nu mai este acceptată de către savanții moderni. Niciun dialect, fie el cât de izolat, nu a rămas neschimbat de către un minimum de influențe venite de la dialectele din vecinătate sau de la limba standard, în special începând cu sfârșitul secolului al XIX, odată cu apariția mass mediei și a mijloacelor de transport avansate. Diferențele sunt, în prezent, descrise mai corect folosind o scală, varietatea lingvistică putând fi orice între „limbă standard” și „dialect rural”. Toate dialectele suedeze, cu excepția unor varietăți foarte diferențiate precum cele din Dalarna, Norrbotten și, în într-o oarecare măsură, din Gotland, pot fi considerate ca făcând parte dintr-un continuum dialectal comun, mutual inteligibil. Este posibil ca acest continuum să includă și dialecte ale limbii norvegiene și daneze. 
Exemplele date mai jos au fost luate de la SweDia, un proiect de cercetare asupra dialectelor suedeze moderne. Grupurile de dialecte sunt acelea acceptate în mod tradițional de către dialectologi. 

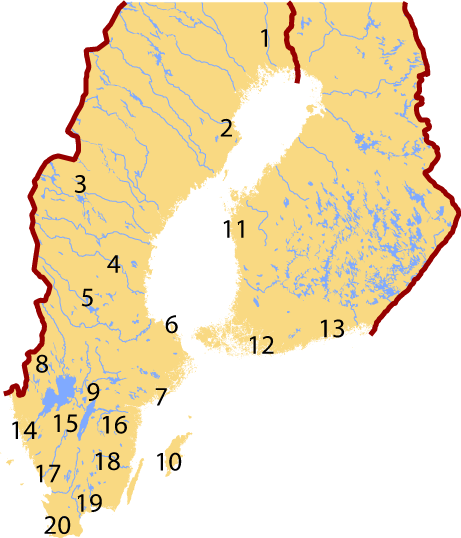
Hartă reprezentând localizarea geografică a diferitelor dialecte suedeze moderne; sunt reprezentate și cifrele corespondente exemplelor audio.

1. Överkalix, Norrbotten; femeie tânără
2. Burträsk, Västerbotten; femeie în vârstă
3. Aspås, Jämtland; femeie tânără
4. Färila, Hälsingland; bărbat în vârstă
5. Älvdalen, Dalarna; femeie în vârstă
6. Gräsö, Uppland; bărbat în vârstă
7. Sorunda, Södermanland; bărbat tânăr
8. Köla, Värmland femeie tânără
9. Viby, Närke; bărbat în vârstă
10. Sproge, Gotland; femeie tânără
11. Närpes, Ostrobothnia; femeie tânără
12. Dragsfjärd, Finlanda ca atare; bărbat în vârstă
13. Borgå, Uusimaa de Est; bărbat tânăr
14. Orust, Bohuslän; bărbat în vârstă
15. Floby, Västergötland; femeie în vârstă
16. Rimforsa, Östergötland; femeie în vârstă
17. Årstad-Heberg, Halland; bărbat tânăr
18. Stenberga, Småland; femeie tânără
19. Jämshög, Blekinge; femeie în vârstă
20. Bara, Scania; bărbat în vârstă

### Suedeza standard
Suedeza standard este folosită de toți suedezii și de majoritatea vorbitorilor din Finlanda, având denumirile de rikssvenska sau standardsvenska în Suedia și de högsvenska („suedeza înaltă”) în Finlanda. În ciuda acestor fapte, limba standard poate varia ca și vocabular sau pronunție în funcție de regiune sau suprafață geografică.
Deși această terminologie sau definiție a limbii standard a fost de mult stabilită de lingviști, majoritatea suedezilor nu sunt conștienți de distincție, confundând adesea varietățile regionale ale limbii standard cu „dialectele”. Conform unui sondaj din anul 2005 realizat de Handelns Utredningsinstitut, 54% dintre suedezi au considerat că rikssvenska a fost varietatea pe care ar prefera să o folosească un vânzător în timpul conversației telefonice, iar câteva răspunsuri au inclus și dialectele gotländska sau skånska. 

## Fonologie

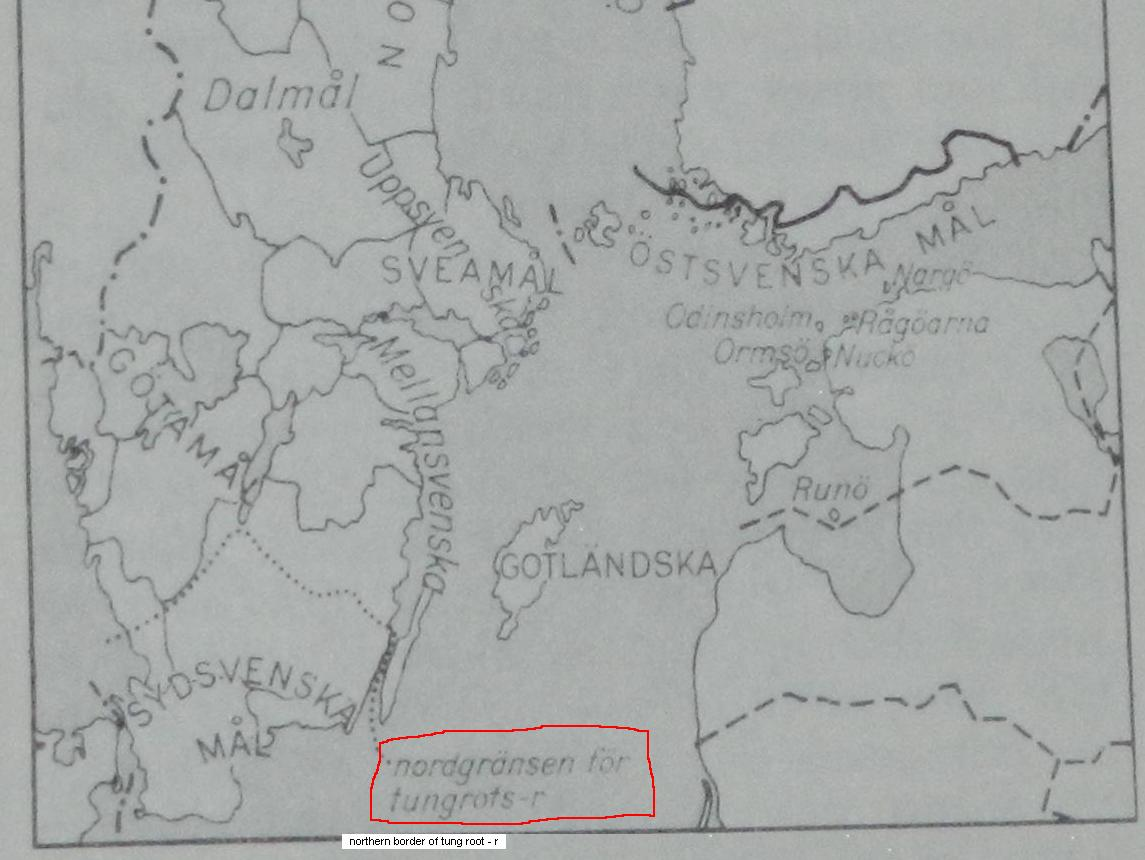
Izoglosele pentru sunetul "R", cca. 1960; "R francez" alveolar la nord și uvular la sud de limite. Din aceasta urmează și faptul că combinația consoanelor R+S e pronunțată cum e scris la sud de limită, pe când e pronunțată (similar cu englezescul "sh" in "shark") la nord de ea. Această izoglosă e considerată ca cea mai imperativă între toate diferențele de pronunțare suedeze.

Dialectele suedeze au ori 17 ori 18 foneme vocalice, dintre care 9 lungi și 9 scurte. Asemănător celorlalte limbi germanice, majoritatea vocalelor lungi sunt împerecheate din punct de vedere fonetic cu una dintre vocalele scurte, astfel încât cele două vocale au o calitate similară, dar vocala scurtă fiind puțin mai joasă și mai centralizată. În majoritatea dialectelor, vocala scurtă pronunțată [ɛ] sau [æ] s-a unit cu vocala scurtă /e/ (notată ⟨ɛ⟩ în tabel).
Există 18 foneme consonantice, dintre care două, [ɧ] și /r/, variază considerabil în pronunție depinzând de dialect și de statul social al vorbitorului. În multe dialecte, secvențe cu /r/ combinate cu o consoană dentală rezultă într-o consoană retroflexă. /r/ are o pronunție guturală asemănătoare cu R-ul din franceză, dar doar în dialectele sudice. Totuși, în aceste dialecte nu sunt prezente consoanele retroflexe. 
În silabele accentuate, există două tonuri, ceea ce conferă limbii suedeză sunetul său caracteristic. Prozodia este aspectul cel mai ușor de diferențiat între dialecte. 

Fonemele vocalice ale suedezei standard

|           |          | Bilabială | Labio- dentală | Dentală          | Retroflexă /Alveolară | Palatală | Velară | Glotală |
| --------- | -------- | --------- | -------------- | ---------------- | --------------------- | -------- | ------ | ------- |
| Nazală    | Nazală   | [m]       |                | pronunție în [n] |                       |          | [ŋ]    |         |
| Oclusivă  | surdă    | [p]       |                | pronunție în [t] |                       |          | [k]    |         |
| Oclusivă  | sonoră   | [b]       |                | pronunție în [d] |                       |          | [ɡ]    |         |
| Sonantă   | Sonantă  | [b]       | [v]            | pronunție în [d] | [r]                   | [j]      | [ɡ]    | [h]     |
| Fricativă | sonoră   |           | [v]            |                  | [r]                   | [j]      |        | [h]     |
| Fricativă | surdă    |           | [f]            | pronunție în [s] | [r]                   | [ɕ]      | [ɧ]    | [h]     |
| Vibrantă  |          |           |                |                  | [r]                   |          |        |         |
| Laterală  | Laterală |           |                | pronunție în [l] |                       |          |        |         |

## Vocabular
Vocabularul limbi suedeze este compus în majoritate din cuvinte de origine germanică, acestea fiind împrumutate din limba germană, germană de jos mijlocie și, într-o oarecare măsură, din limba engleză. Printre cuvintele de origine germanică să numără și mus („șoarece”; a se compara cu germ. Maus, engl. mouse), kung („rege”; a se compara cu germ. König, engl. king) sau gås („gâscă”; a se compara cu germ. Gans, engl. goose). O mare parte a vocabularului din domeniul religios și ștințiific sunt de origine latină și greacă, ajunse în limbă indirect prin intermediul limbii franceze sau engleze. Cam una sau două sute de cuvinte sunt împrumutate din dialectul scandic al limbii romani, zisă și limba scandoromani, folosite ca și cuvinte argotice. De exemplu, cuvântul țigănesc tjej („fată”) este câteodată folosit. 

## Sistem de scriere
Alfabetul limbii suedeze este alcătuit din 29 de litere, dintre care 26 de litere sunt standarde alfabetului latin, iar celelalte trei litere sunt specific suedeze: Å/å (comună cu daneza, norvegiana și feroeza) Ä/ä și Ö/ö (diferite, a se compara cu Æ/æ și Ø/ø din aceste limbi).  Folosite începând cu secolul al XVI-lea, aceste litere au evoluat din scrierea lui „o” și „e” deasupra lui „a”, și prin scrierea lui „e” deasupra lui „o”. Aceste caractere nu sunt considerate a fi diacritice, deși din punct de vedere istoric sunt doar variații ale literelor A și O, dar mai degrabă a fi litere separate, și urmează după litera z în alfabet. Înainte de publicarea celei de-a 13-a ediții a Svenska Akademiens ordlista din aprilie 2006, w a fost considerat doar ca o variantă a literei v, fiind folosit doar în denumiri (cum ar fi „Wallenberg”) și cuvinte străine împrumutate („bowling”), așadar a și fost pronunțat ca și litera v, dar litera w nu mai este folosită în suedeza propriu-zisă. Pot fi întâlnite și alte diacritice în scrierea suedeză, însă acestea sunt rare. Litera é este rareori folosită pentru a indica faptul că accentul cade pe ultima silabă ce conține litera e, în special în cuvintele în care schimbarea accentului presupune schimbarea semnificației (de exemplu ide și idé, „vizuină de iarnă” sau „idee”), dar și în unele nume, cum ar fi Kastrén. Și mai rar, alte accente acute sau grave pot fi observate în nume sau unele cuvinte străine împrumutate. Litera à este folosită pentru a face referire la o un cost unitar (împrumutat din franceză), echivalentul semnului a rond @ din română. 
Litera germană ü este câteodată tratată ca o variantă a literei y (având o pronunție similară), și de asemenea uneori importantă în suedeză odată cu cuvintele străine, cum ar fi müsli. Tremele pot fi folosite în situații excepționale, cum de exemplu se observă în cuvântul „Aïda”. În limba germană există o convenție care spune că literele ä și ö pot fi scrise ae și oe în imposibilitatea utilizării diacriticelor, iar vorbitorii suedezei moderne au acceptat și ei această convenție. Deși aceste litere sunt disponibile pe domeniile de nivel superior național suedez, site-urile suedeze sunt denumite folosindu-se literele a și o, pe baza similarității vizuale, pentru a evita eventualele probleme tehnice produse de utilizarea caracterelor din afara setului pe 7-biți al ASCII.
În ortografia suedeză, semnul două puncte este folosit în mod asemănător limbii române, dar cu unele excepții: se folosesc două puncte în unele abrevieri, cum ar fi 3:e pentru tredje („al treilea”) și S:t pentru Sankt („Sfânt”), și pentru toate tipurile de terminații care pot fi adăugate numerelor, literelor sau abrevierilor, cum sunt de exemplu a:et („a-ul”) și CD:n („CD-ul”), sau forma de genitiv USA:s („ale SUA”). 

## Gramatică
Substantivele și adjectivele din limba suedeză sunt declinate în funcție de genul și de numărul gramatical. Substantivele aparțin uneia dintre cele două genuri: cel comun, cu forma en, și cel neutru, cu forma ett  care de asemenea determină și declinarea adjectivelor. De exemplu cuvântul fisk („pește”) este un substantiv în genul comun (deci en fisk = un pește) și are următoarele forme:
|                  | Singular | Plural   |
| ---------------- | -------- | -------- |
| Forma nehotărâtă | en fisk  | fiskar   |
| Forma hotărâtă   | fisken   | fiskarna |

Forma hotărâtă sau definită este postpusă substantivului, exact ca în limba română, prin adăugarea de terminații sau sufixe (-en, -n, -et sau -t), depinzând de genul său și dacă se termină în vocală sau nu. Articolele hotărâte den, det și de sunt folosite doar pentru variații ale definitivității substantivului. Acestea pot de asemenea să fie și pronume demonstrative sau determinanți demonstrativi când sunt folosite cu un adverb, cum ar fi här („aici”) sau där („acolo”) pentru a forma den/det här sau denna/detta („acesta”); de här sau dessa („aceștia”), den/det där („acela”) și de där („aceia”). De exemplu, den där fisken înseamnă "peștele acela" și face referire la un anumit pește (forma hotărâtă); den fisken este o formă mai puțin hotărâtă și face referire la „acel pește”, într-un mod mai abstract; fisken este forma hotărâtă „peștele”. În anumite cazuri, forma hotărâtă indică posesia, cum de exemplu se observă în construcția jag måste tvätta håret („Trebuie să-mi spăl părul”). 
Adjectivele au flexiunea în funcție de două declinații - nehotărât/indefinit sau hotărât/definit - și trebuie să se acorde cu substantivul pe care îl determină în număr și gen. Formele nehotărâte de neutru și plural al adjectivului sunt de obicei formate prin adăugarea unui sufix (-t sau -a) la forma comună a adjectivului, de exemplu en grön stol („un scaun verde”), ett grönt hus („o casă verde”) și gröna stolar („scaune verzi”). Terminațiile formei hotărâte a adjectivului sunt identice cu cele de la forma nehotărâtă plural, de exemplu den gröna stolen („scaunul verde”), det gröna huset („casa verde”) și de gröna stolarna („scaunele verzi”). 
Pronumele din limba suedeză este similar cu cel din engleză. În afara celor două genuri naturale, han și hon (el și ea), există de asemenea două genuri gramaticale, den și det, genul comun și neutru. Spre deosebire de substantive, pronumele au o formă adițională de obiect gramatical, derivată de la forma antică a dativului. Hon, de exemplu, are următoarele forme de nominativ, posesiv și obiect: 
hon – hennes – henne
Suedeza folosește și pronumele reflexive posesive pentru persoana a treia (acestea făcând referire la subiectul propoziției), o caracteristică limitată limbilor germanice de nord.
Anna gav Maria sin bok.; „Ana i-a dat Mariei cartea sa [a Anei]” (reflexiv)
Anna gav Maria hennes bok.; „Ana i-a dat Mariei cartea ei [a Mariei].” (lipsa reflexivului)
Suedeza avea în trecut genitivul, care era poziționat la sfârșitul sau la începutul frazei. În suedeza modernă, genitivul este reprezentat de terminația enclitică -s, care se atașează postpus unui substantiv. 
mannen; „bărbatul”
mannens hatt; „pălăria omului”
mannen i grå kavaj; „omul cu o jachetă gri”
mannen i grå kavajs hatt; „pălăria omului cu o jachetă gri”
În limba scrisă formală, era considerat corectă să se poziționeze marca de genitiv -s după substantiv, dar astăzi sunt folosite destul de des alte construcții gramaticale. 
Verbele sunt conjugate în funcție de timpul gramatical. Un grup de verbe (cele care se termină în -er la timpul prezent) creează în mod special modul imperativ (în general rădăcina verbului), dar la majoritatea verbelor modul imperativ este identic cu forma de infinitiv. Participiul perfect și prezent sunt folosite adesea ca verbe adjectivale: 
Participiu perfect: en stekt fisk; „un pește fript” (steka = a frige)
Participiu prezent: en stinkande fisk; „un pește puturos” (stinka = a puți)
Spre deosebire de engleză și alte limbi, suedeza nu folosește participiul perfect pentru a forma prezentul perfect sau trecut. În schimb, la verbul auxiliar har (a avea), hade (am, ați, etc) este urmat de o formă specială, prezentă și în română, denumită supin, și folosită doar în acest scop (câteodată aceasta este identică cu forma de neutru a participiului perfect): 
Participiu perfect: målad, „am pictat” – supin målat, „pictat” - prezent perfect har målat; „pictam” sau „am pictat”
Participiu perfect: stekt, „am fript” – supin stekt, „fript” - prezent perfect har stekt; „frigeam” sau „am fript”
Participiu perfect: skriven, „am scris” – supin skrivit, „scris” - prezent perfect har skrivit; „scriam” sau „am scris”
Când se apelează la diateza pasivă și se folosește verbul att bli, este folosit participiul trecut:
den blir målad; „este pictat(ă)”
den blev målad; „a fost pictat(ă)”
Mai există și o altă modalitate de a forma diateza pasivă prin adăugarea sufixului -s, și eliminând terminația r care era marca timpului prezent:
den målas; „este pictat(ă)”
den målades; „a fost pictat(ă)”
Într-o propoziție subordonată, verbul auxiliar har este opțional și de obicei este omis, mai ales în suedeza scrisă.
Jag ser att han (har) stekt fisken; „Văd că el a fript peștele”
Modul conjunctiv este câteodată folosit cu unele verbe, dar este din ce în ce mai rar, iar câțiva vorbitori percep cele câteva verbe uzuale (cum ar fi vore sau månne) ca și conjugări separate, majoritatea rămânând doar o mulțime de expresii idiomatice. 
În locul sistemului de cazuri gramaticale, suedeza folosește numeroase prepoziții, în mod similar celor întâlnite în limba engleză. Asemănător limbii germane moderne, prepozițiile foloseau odată la identificarea cazurilor în suedeză, dar acest gramatical a dispărut aproape în totalitate și mai poate fi întâlnit doar în unele expresii, cum ar fi till fots și till sjöss („pe jos” și „la mare”, genitiv). 
Fiind o limbă germanică, sintaxa suedezei prezintă unele similarități cu cea din engleză și germană. Forma de bază a cuvintelor în propoziție este subiect - verb - obiect (SVO), cu specificația că în propozițiile principale se folosește principiul verbului pe locul al doilea, dacă propoziția începe cu adverb, locuțiuni adverbiale sau fraze dependente (de exemplu I dag går jag där „Astăzi merg acolo”). Locuțiunile prepoziționale sunt poziționate conform ordinii loc - mod - timp, ca în engleză, iar adjectivele preced substantivul pe care îl modifică.  În suedeză este prezentă și concordanța timpurilor în frază. 

## Exemplu
Extras din Barfotabarn (1933), de Nils Ferlin (1898–1961):
| Original                                        | Comparație cu engleza                           | Adaptare în română                                 |
| ----------------------------------------------- | ----------------------------------------------- | -------------------------------------------------- |
| „Du har tappat ditt ord och din papperslapp,    | "You have lost your word and your written note, | „Ți-ai uitat cuvântul și nota scrisă               |
| du barfotabarn i livet.                         | you barefooted child in life.                   | tu, copil desculț al vieții.                       |
| Så sitter du åter på handlar'ns trapp           | So you sit on the porch of the grocer anew      | Acum stai din nou pe veranda negustorului          |
| och gråter så övergivet.                        | and cry so abandoned.                           | și plângi, abandonat.                              |
| Vad var det för ord – var det långt eller kort, | What word was it – was it long or short,        | Care era acest cuvânt - era scurt sau lung,        |
| var det väl eller illa skrivet?                 | was it well or poorly written?                  | era bine sau rău scris?                            |
| Tänk efter nu – förr'n vi föser dig bort,       | Think twice now – before we shove you away,     | Gândește-te de două ori - înainte să te dăm afară, |
| du barfotabarn i livet.”                        | you barefooted child in life."                  | tu, copil desculț al vieții.”                      |